# ناقل پراکنش

دانه‌های قاصدک برای پراکنده‌شدن با باد سازگار است.

ناقل پراکنش یا ناقل پراکندگی یا ناقل پراکنده‌شدن (به انگلیسی: Dispersal vector) یک عامل پراکنش زیستی است که یک واحد پراکنشی یا جاندار را از جمعیت تولدش به مکان یا جمعیت دیگری که در آن فرد تولید مثل می‌کند، منتقل می‌کند. این واحدهای پراکنده می‌توانند از گرده تا دانه‌ها تا قارچ‌ها و کل جانداران زنده باشند.

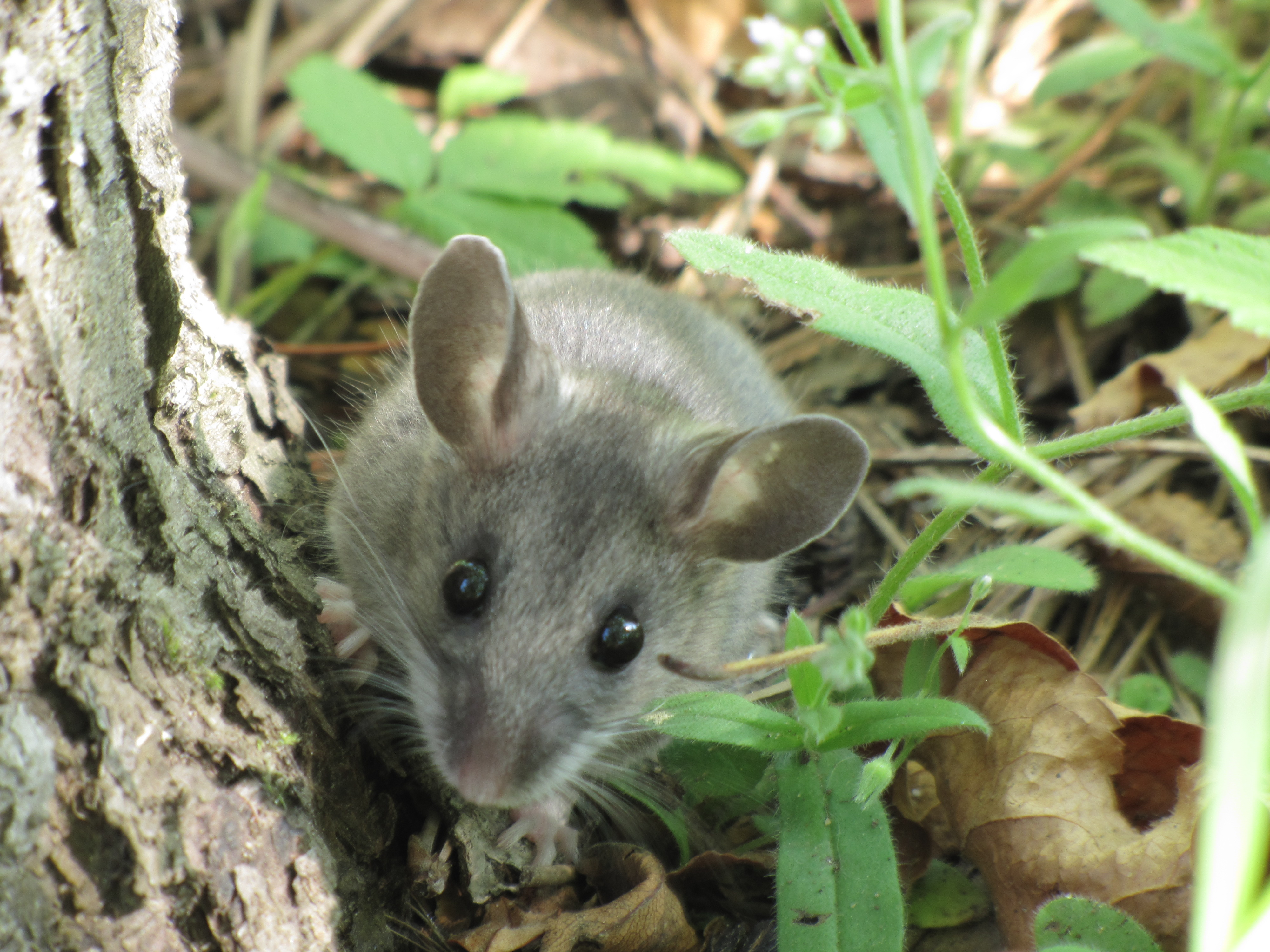
گرده‌های شش بریوفیت مختلف روی پوست سنجاب‌های قرمز آمریکایی، سنجاب‌های پرنده شمالی و موش‌آهوها یافت شده‌اند.

## انواع پراکنده‌شدن گیاهان
- پراکندشدن خودباروری
- پراکندگی جانوری
  - پرنده‌محوری
  - مورچه‌محوری
  - پستاندارمحوری
  - پراکنده‌شدن توسط دوزیستان یا خزندگان
  - پراکنده‌شدن توسط بی‌مهرگان
- پراکنده‌شدن با باد
- پراکنده‌شدن با آب
  - پراکنده‌شدن دریایی
  - پراکنده‌شدن با آب شیرین
- آب و هوای شدید
- پراکنده‌شدن از سازه‌های انسانی
- پراکنده‌شدن با دخالت انسانی